# ديفيد نوريس
ديفيد نوريس (بالإنجليزية: David Norris)‏ (و. 1944 – م) هو سياسي، وبروفيسور من جمهورية أيرلندا ولد في كينشاسا.

## التعليم
تعلم في كلية الثالوث (دبلن).